# Brusno
Pour l’article homonyme, voir Brusno (Pologne).
Brusno (hongrois : Borosznó) est un village de Slovaquie situé dans la région de Banská Bystrica.

## Histoire
Première mention écrite du village en 1424.

## Démographie

### Évolution de la population
| Année:               | 1994. | 2004.   | 2014.   | 2024.   |
| -------------------- | ----- | ------- | ------- | ------- |
| Nombre de personnes: | 2081  | 2114    | 2145    | 2122    |
| Différence:          |       | +1,58 % | +1,46 % | -1,07 % |

| Année:               | 2023. | 2024.   |
| -------------------- | ----- | ------- |
| Nombre de personnes: | 2126  | 2122    |
| Différence:          |       | -0,18 % |